# 河內道18號

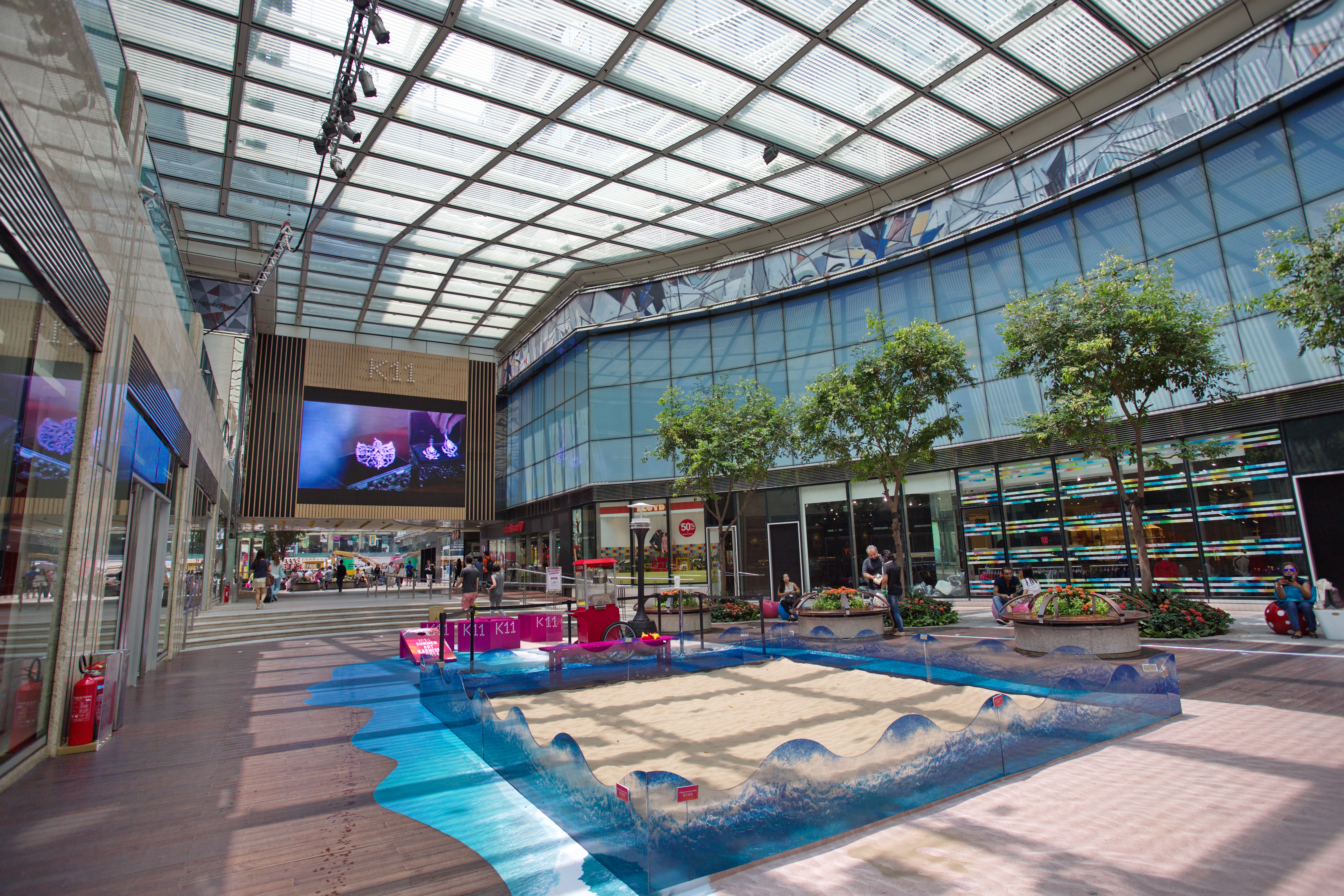
K11廣場

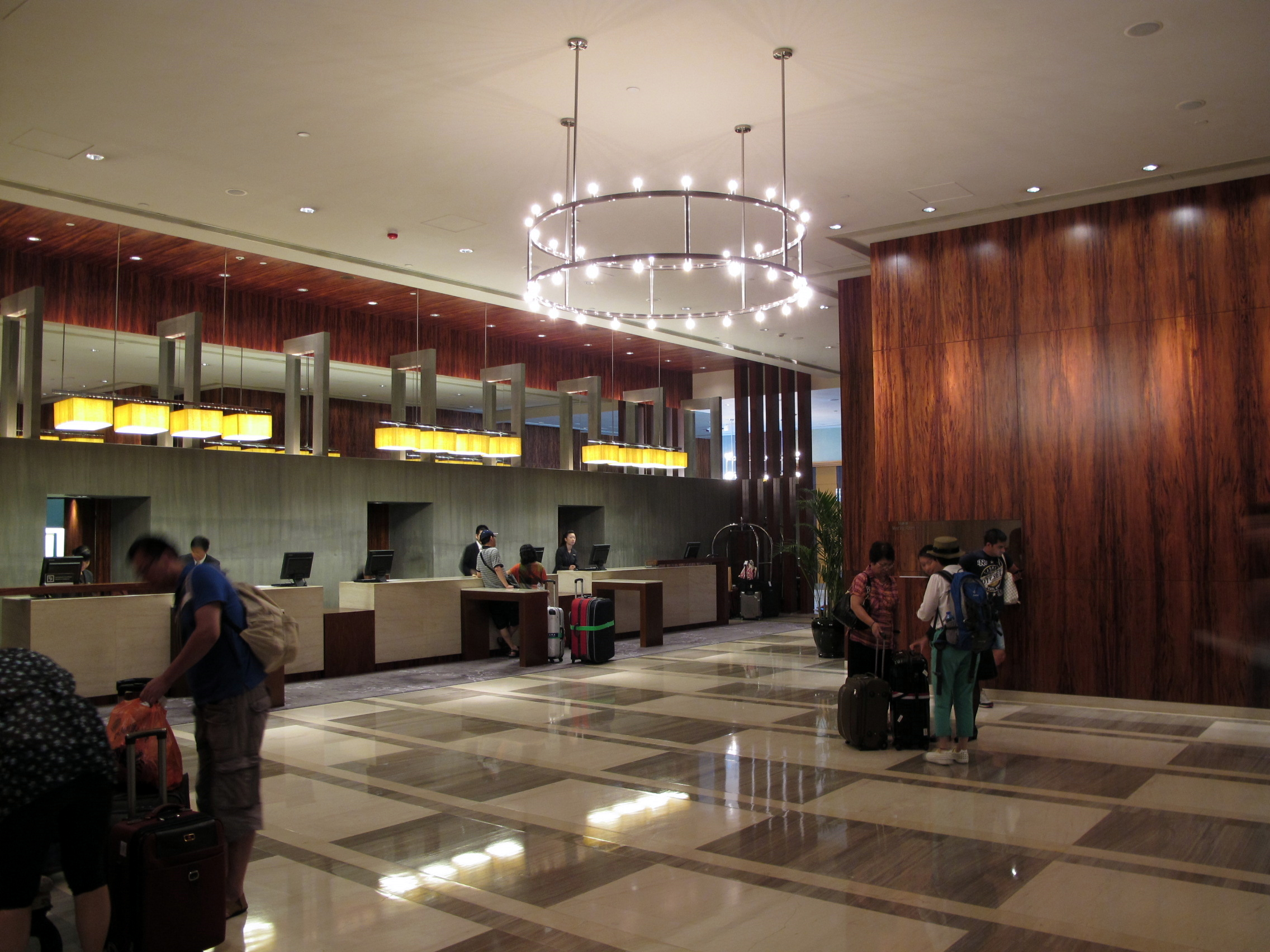
尖沙咀凱悅酒店大堂

河內道18號，落成前又稱河內道重建項目（市建局編號：K11），是香港九龍尖沙咀的一個市區重建綜合發展項目，位於河內道18號，由新世界發展和市區重建局合作開發。項目樓高261米，共有67層，集購物中心、酒店與住宅於一身。

## 歷史
香港政府早於1970年代便已有意將河內道18號一帶的舊樓重建，與此同時，新世界發展亦開始在區內收購舊樓，成為區內的大業主。1997年，香港政府所成立的土地發展公司（市區重建局前身）宣佈重建計劃，初步打算興建一幢商場、1,200平方米休憩用地及91,000平方米寫字樓，並於1998年正式開始提出收購。1999年，發展計劃改為興建一幢商場、寫字樓及服務式住宅項目。2000年，土地發展公司與重建範圍內大業主新世界發展達成協議，項目採用業主參與重建模式，市建局成立一窗口公司（信暉發展有限公司），與新世界發展（以新雅圖酒店名義）共同合作重建，並引用市區重建條例收回餘下未完成收購的業權。2002年，發展計劃再改為一幢商場、酒店及服務式住宅項目。2004年，新世界發展將早前收購、處於重建項目毗鄰的新雅圖酒店，合併進重建項目之內，並正式展開重建工程，最後於2009年竣工。

## 購物中心
河內道18號的購物中心部份被命名為K11，與項目的市建局編號相同，由新世界發展管理。購物中心佔用7層，包括地庫2層及地面5層，以藝術為主題。

## 酒店
河內道18號的酒店部份為香港尖沙咀凱悅酒店，為凱悅國際酒店集團管理的一所五星級酒店。酒店佔用22層，即項目內的3至24樓（包括6樓電掣房及冷氣機房，以及7樓其中三個變壓器房）。而酒店冷氣機及熱水爐房則設於25樓機電層。

## 住宅
河內道18號的住宅部份被命名為名鑄，由新世界發展管理。住宅佔用36層，即項目內的27至67樓（不設34、44、54和64樓），另於26及47樓設置隔火層（26樓設酒店升降機機房及水缸房；47樓兼作空中花園）。25樓機電層則設住宅部分的冷氣機房、中途泵房及通訊廣播儀器室。

## 封閉街道
配合河內道18號重建項目，香港政府於2000年11月24日刊憲，宣佈永久封閉康和里（本來連接加拿分道及麼地道）和三條後巷，重建後康和里的位置變成商場的室外通道。

## 興建圖集

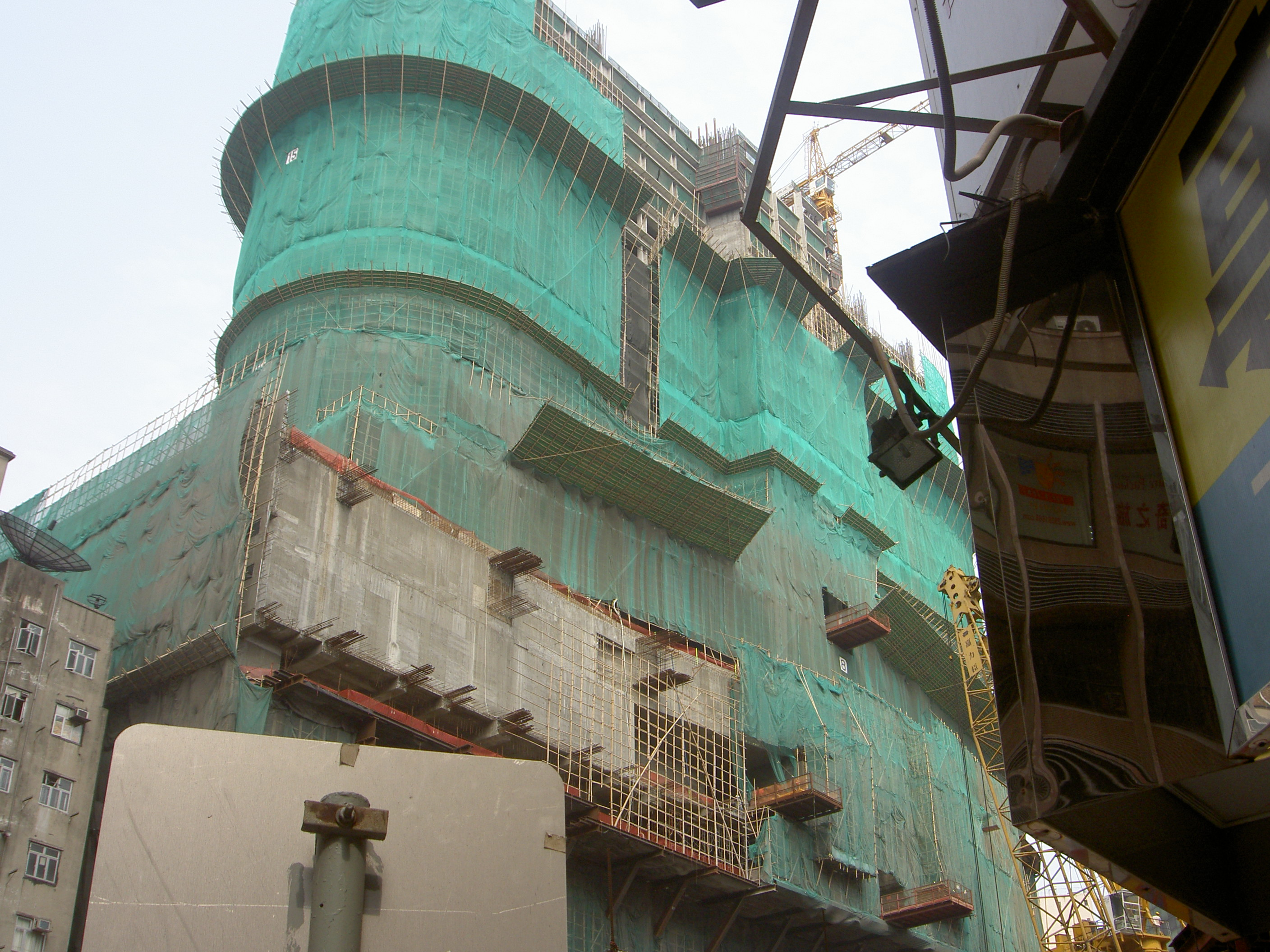
河內道重建項目（2005年）
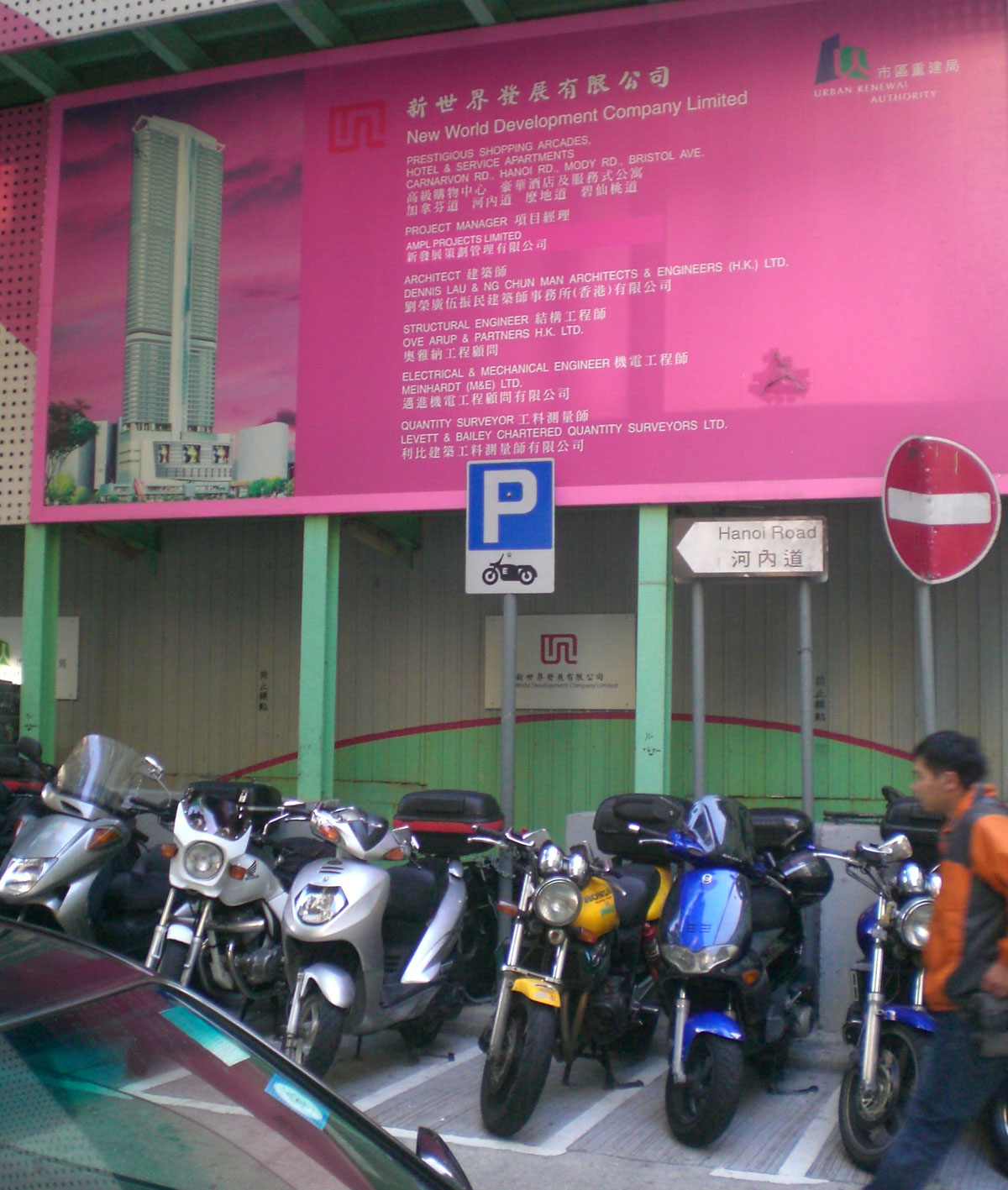
河內道重建項目地盤圍板
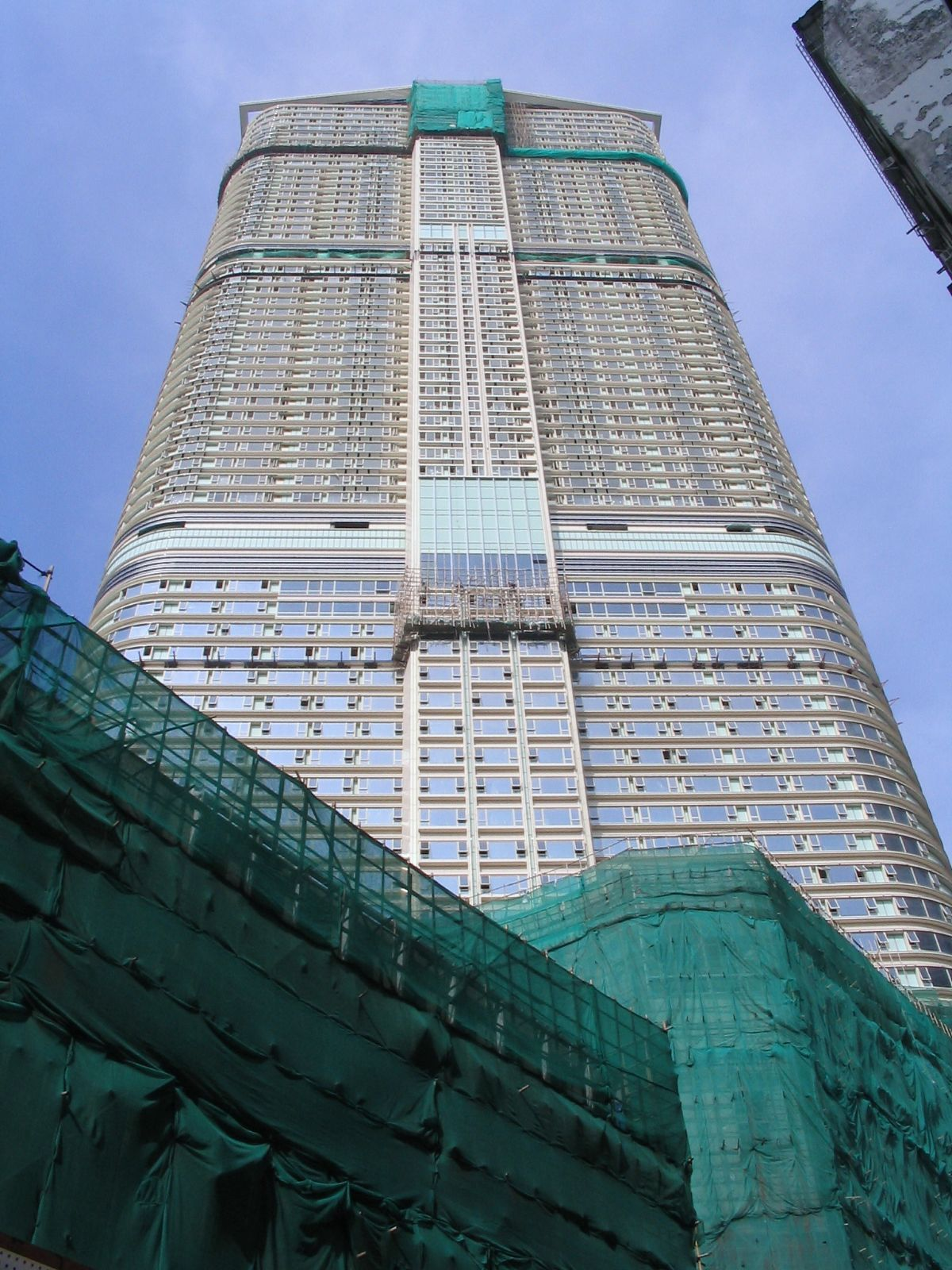
河內道重建項目（2007年9月）
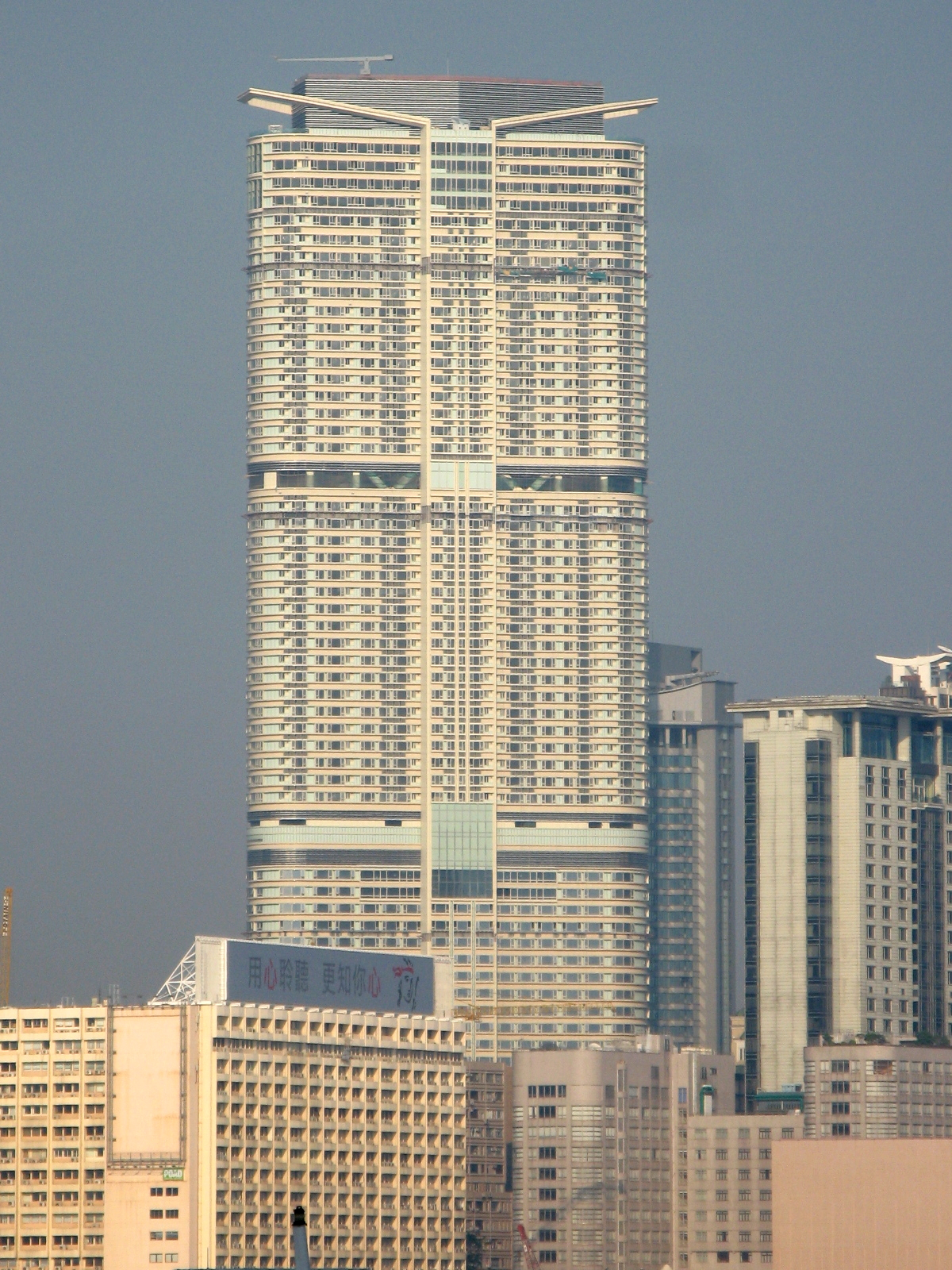
河內道重建項目（2007年11月）
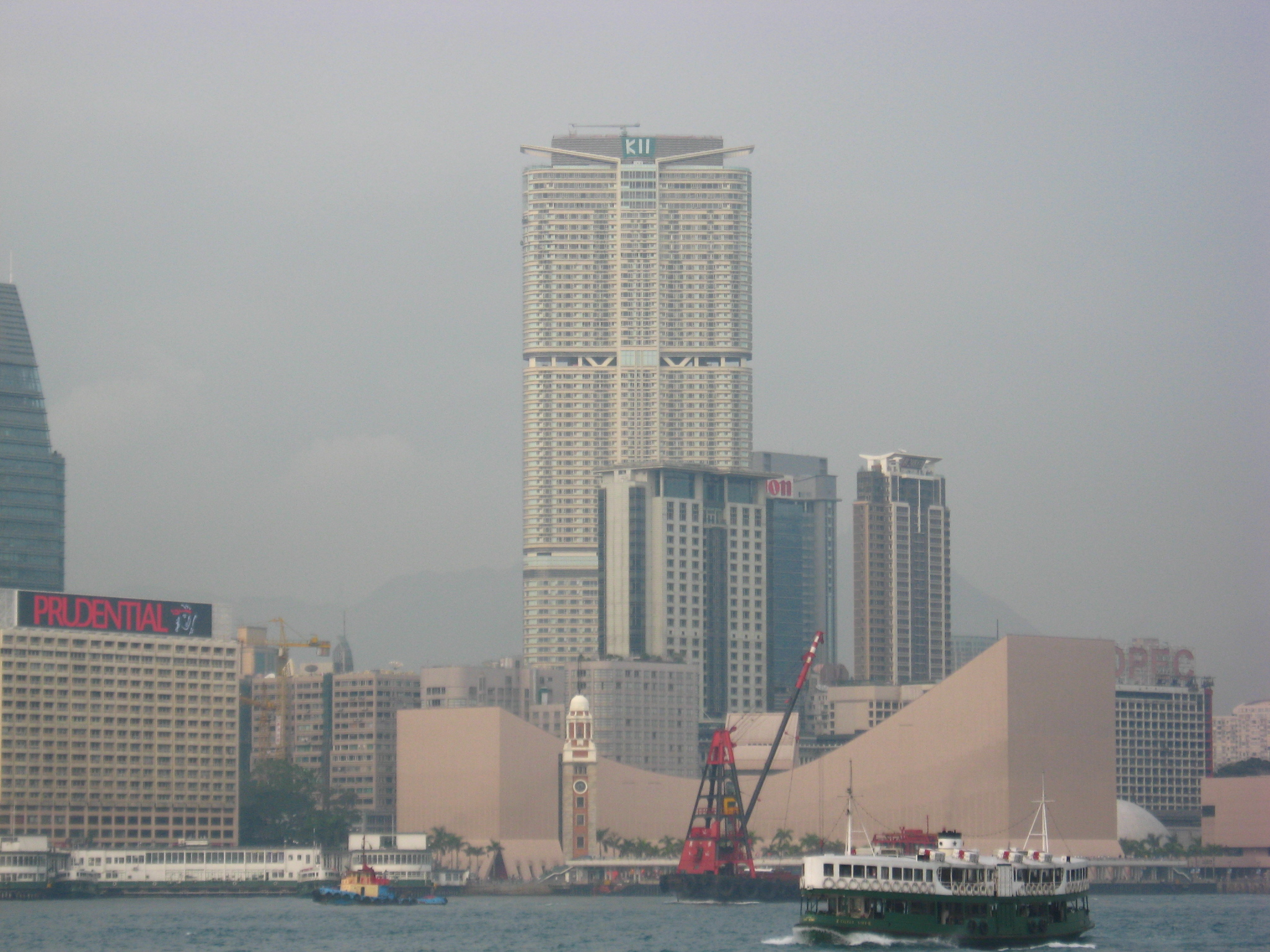
河內道重建項目（2008年3月）

## 外部連結
- K11官方網站 （页面存档备份，存于）
- 香港凱悅酒店－尖沙咀官方網站 （页面存档备份，存于）
- 名鑄官方網站

1. ↑  尖沙咀擬封路進行重建計劃 （页面存档备份，存于），香港政府新聞公報，2000年11月24日